# Солнечногорское
Солнечногорское (до 1945 года Куру́-Узе́нь; укр. Сонячногірське, крымскотат. Quru Özen, Къуру Озен) — село на Южном берегу Крыма. Входит в Городской округ Алушта Республики Крым (согласно административно-территориальному делению Украины — центр Малореченского сельского совета Алуштинского горсовета Автономной Республики Крым).

## Население
| 2001 | 2014  |
| ---- | ----- |
| 912  | ↗1150 |

Всеукраинская перепись 2001 года показала следующее распределение по носителям языка:
| Язык             | Число жит. | Процент |
| ---------------- | ---------- | ------- |
| русский          | 706        | 77,41   |
| крымскотатарский | 140        | 15,35   |
| украинский       | 60         | 6,58    |
| армянский        | 3          | 0,33    |
| молдавский       | 1          | 0,11    |

### Динамика численности
| - 1805 год — 67 чел. - 1864 год — 106 чел. - 1886 год — 228 чел. - 1889 год — 332 чел. - 1892 год — 270 чел. - 1897 год — 532 чел. - 1902 год — 372 чел. | - 1915 год — 492/40 чел. - 1926 год — 630 чел. - 1939 год — 667 чел. - 1989 год — 944 чел. - 2001 год — 912 чел. - 2009 год — 946 чел. - 2014 год — 1150 чел. |

## Современное состояние
На 2018 год в Солнечногорском числится 15 улиц, 1 переулок и объект Судакское шоссе 15 километр; на 2009 год, по данным сельсовета, село занимало площадь 836,4 гектара на которой проживало 946 человек. В селе действуют сельский клуб, библиотека, фельдшерско-акушерский пункт, церковь Георгия Победоносца, мечеть Куру-Озен джамиси. Солнечногорское связано автобусным сообщением с Алуштой и соседними населёнными пунктами.

## География
Солнечногорское расположено на юго-восточном побережье Крыма, на берегу Чёрного моря, в устье реки Улу-Узень Восточный (второе название Мегапотамо), высота центра села над уровнем моря 34 м. Расстояние до Алушты около 23 километров (по шоссе); расстояние до Симферополя 61 км, где расположена ближайшая железнодорожная станция. Соседние населённые пункты: практически примыкающее с северо-востока село Малореченское и расположенное в 7 км вверх по долине р. Улу-Узень село Генеральское. Транспортное сообщение осуществляется по региональной автодороге 35К-005 Алушта — Судак (по украинской классификации — P-29).

## История
Есть версия, что греческое поселение Ксеро-Потамо было основано в IX—X веках, но достоверных следов городища, за исключением разовых археологических находок, пока не выявлено.
По отсутствию названия Ксеро-Потамо в казначейских списках Кафы (cartolfri della Masseria), которые относятся примерно к 1360 году и хранятся в Генуе, известный историк Бертье-Делагард сделал вывод, что село возникло позже означенного времени, но, по выводам современных историков, Sancti Johannis генуэзцев соответствует современному Солнечногорскому. После завоевания генуэзских владений османами в 1475 году местность перешла под власть Османской империи и административно была включена в состав Судакский кадылык санджака Кефе (до 1558 года, в 1558—1774 годах — эялета). Уже в материалах первой переписи населения Кефинского санджака 1520 года в Куру-Озен (Quri Özen) числилось 83 «немусульманских» семьи (то есть христиан), из которых 7 семей потеряли мужчину-кормильца, и 1 мусульманская семья; по второй переписи 1542 года в Куру-Озене христиан — 96 полных семей, 10 «овдовевших», 25 взрослых мужчин холостяков и та же 1 мусульманская семья; по сведениям за тот год виноградарство давало 27 % налоговых поступлений от селения. По налоговым ведомостям 1634 года в селении числилось 97 дворов немусульман, из которых недавно прибывших в Ортаозен 5: из Улу-Узеня — 3, из Ускута и Йалты — по 1 двору. Выселились жители 24 дворов: в Сартану и Тувак — по 6, в Йени-Сала — 4, Демирджи — 3, Кара-Коба и Кучук-Узень — по 2 и в Улу-Узень — 1 двор. В XVII веке на южном побережье Крыма начинает распространяться ислам и происходит миграция христиан в села компактного проживания крымских греков или в земли Крымского ханства. В Джизйе дефтера Лива-и Кефе (Османских налоговых ведомостях) 1652 года перечислены 28 имён и фамилий проживавших в селении Куру Озен налогоплательщиков-христиан (налог джизйе платили 27 семей). Документальное упоминание селения встречается в «Османском реестре земельных владений Южного Крыма 1680-х годов», согласно которомуОртаозен входил в Судакский кадылык эялета Кефе. Всего упомянуто 56 землевладельцев, из которых 37 иноверцев, владевших 1765,5 дёнюмами земли. После обретения ханством независимости по Кючук-Кайнарджийскому мирному договору 1774 года «повелительным актом» Шагин-Гирея 1775 года селение было включено в Крымское ханство, в состав Кефинского каймаканства Судакского кадылыка, что зафиксировано и в Камеральном Описании Крыма… 1784 года. В эти годы состоялось переселение в Приазовье крымских христиан — греков и армян. По ведомости о выведенных из Крыма в Приазовье христианах А. В. Суворова от 18 сентября 1778 года из Куроузень было выведено 103 грека — 56 мужчин и 47 женщин, а, по ведомости митрополита Игнатия из Курузени выведено 25 семей. По ведомости генерал-поручика О. А. Игельстрома от 14 декабря 1783 года, до вывода христиан в селении было 25 дворов и церковь Св. Георгия. В ведомости «при бывшем Шагин Герее хане сочиненная на татарском языке о вышедших християн из разных деревень и об оставшихся их имениях в точном ведении его Шагин Герея» и переведённой 1785 году, содержится список 28 жителей-домовладельцев деревни Куру Озен, с подробным перечнем имущества и земельных владений. У Кимал оглу Юри числилось 2 дома, 3 дома проданы, почти у всех были кладовые и «магазейны» (от крымскотат. магъаз — подвал), у Деирменжи Парачува во владении была «мелница 1 об одном колесе ветхая». Из земельных владений у всех перечислены льняные поля, пашни (засевы) и луга (сенокосы), у многих сады. Также содержится приписка, что «Сверх показанных садов 7 ореховых дерев и 8 овесовых дерев». На новом месте выходцы из села, вместе с бывшими жителями Алушты, Улу-Узени, Кучук-Узени и Демерджи основали село Константинополь.
После присоединения Крыма к России (8) 19 апреля 1783 года, (8) 19 февраля 1784 года, именным указом Екатерины II сенату, на территории бывшего Крымского Ханства была образована Таврическая область и деревня была приписана к Симферопольскому уезду. С началом Русско-турецкой войной 1787—1791 годов, в феврале 1788 года производилось выселение крымских татар из прибрежных селений во внутренние районы полуострова, в том числе и из Куру-узени. В конце войны, 14 августа 1791 года всем было разрешено вернуться на место прежнего жительства. После Павловских реформ, с 1796 по 1802 год, входила в Акмечетский уезд Новороссийской губернии. По новому административному делению, после создания 8 (20) октября 1802 года Таврической губернии, Куру-Узень был включён в состав Аргинской волости Симферопольского уезда.
По Ведомости о числе селений, названиях оных, в них дворов… состоящих в Симферопольском уезде от 14 октября 1805 года, в деревне Куру-узень числилось 15 дворов и 67 жителей, исключительно крымских татар. На военно-топографической карте генерал-майора Мухина 1817 года деревня Куру озень обозначена с 8 дворами. После реформы волостного деления 1829 года Куру Узень, согласно «Ведомости о казённых волостях Таврической губернии 1829 года» передали из Аргинской волости в состав Алуштинской.
Именным указом Николая I от 23 марта(по старому стилю) 1838 года, 15 апреля был образован новый Ялтинский уезд и южнобережную часть Алуштинской волости передали в его состав (Алуштинская волость Ялтинского уезда). На карте 1836 года в деревне 24 двора, как и на карте 1842 года.
В 1860-х годах, после земской реформы Александра II, деревня осталась в составе Алуштинской волости. Согласно «Списку населённых мест Таврической губернии по сведениям 1864 года», составленному по результатам VIII ревизии 1864 года, Куру-Узень — казённая татарская деревня, с 17 дворами, 106 жителями и мечетью при речке Улу-Узени, на берегу моря. На трёхверстовой карте Шуберта 1865—1876 года в деревне Куру-Узень обозначено 43 двора.
На 1886 год в деревне, согласно справочнику «Волости и важнѣйшія селенія Европейской Россіи», проживало 228 человек в 40 домохозяйствах, действовали мечеть, часовня и кирпичный завод.
По «Памятной книге Таврической губернии 1889 года», по результатам Х ревизии 1887 года, в деревне Куру-Узень числилось 68 дворов и 332 жителя. По «…Памятной книжке Таврической губернии на 1892 год» в Куру-Узени, входившем в Кучук-Узеньское сельское общество, числилось 270 жителей в 49 домохозяйствах, на верстовой карте 1893 года в деревне Куру-Узень обозначено 29 дворов с татарским населением.
После земской реформы 1890-х годов, которая в Ялтинском уезде прошла после 1892 года деревню передали в состав новой Кучук-Узеньской волости Ялтинского уезда. Перепись 1897 года зафиксировала в деревне Куру-Узень 532 жителей, исключительно мусульман (крымские татары). Осенью 1896 года в Куру-Узени два месяца, в кофейне Факидова (здание сохранилось до наших дней), жил украинский писатель Михаил Михайлович Коцюбинский, который в ту пору работал алуштинским землемером и участвовал в экспедиции по борьбе с филлоксерой. По впечатлениям жизни в селении Коцюбинский в 1902 году написал новеллу (которую автор определил, как «акварель») «На камне» (укр. На камені). В ней описана жизнь бедной татарской деревни, в которой имелись одна кофейня и одна лавка, оживало всё только по приезде осенью скупщиков винограда, а главной проблемой был делёж воды для полива огородов из единственного источника, из-за чего жители «…, забывая родственныя связи, защищали право на существованіе своего лука и разбивали другъ другу головы». По «…Памятной книжке Таврической губернии на 1902 год» в деревне Куру-Узень, входившей в Кучук-Узеньское сельское общество, числилось 372 жителя в 81 домохозяйстве. На 1914 год в селении действовали почтово-телеграфное отделение, земская больница. По Статистическому справочнику Таврической губернии. Ч.II-я. Статистический очерк, выпуск восьмой Ялтинский уезд, 1915 год, в селе Куру-Узень Кучук-Узеньской волости Ялтинского уезда, числилось 178 дворов с татарским населением в количестве 492 человек приписных жителей и 40 — «посторонних».
После установления в Крыму Советской власти, по постановлению Крымревкома от 8 января 1921 года была упразднена волостная система и село подчинили Ялтинскому району Ялтинского уезда. В 1922 году уезды получили название округов, из Ялтинского был выделен Алуштинский район, а, декретом ВЦИК от 4 сентября 1924 года Алуштинский район был упразднён, и село вновь присоединили к Ялтинскому. Согласно Списку населённых пунктов Крымской АССР по Всесоюзной переписи 17 декабря 1926 года, в селе Куру-Узень, центре Куру-Узеньского сельсовета Ялтинского района, числился 141 двор, все крестьянские, население составляло 630 человек, из них 615 крымских татар, 13 русских, 1 грек, 1 армянин, действовала татарская школа. На 1928 год, согласно Атласу СССР 1928 года, село входило в Карасубазарский район, по путеводителю 1929 года деревня Куру-Узень, с 630 жителями, с большими садами и виноградниками. Постановлением ВЦИК от 30 октября 1930 года был образован Алуштинский татарский национальный район (по другим данным — в 1937 году), село включили в его состав. По данным всесоюзной переписи населения 1939 года в селе проживало 667 человек.
В 1944 году, после освобождения Крыма от фашистов, согласно Постановлению ГКО № 5859 от 11 мая 1944 года, 18 мая крымские татары были депортированы в Среднюю Азию: на 15 мая 1944 года подлежало выселению 148 семей крымских татар: всего 602 жителя, из них мужчин — 55, женщин 307, детей — 240 человек 18 мая 1944 года было выселено 149 семей татар, всего 648 человек, принято на учёт 150 домов спецпереселенцев. 12 августа 1944 года было принято постановление № ГОКО-6372с «О переселении колхозников в районы Крыма» и в сентябре 1944 года в район приехали первые новоселы (2469 семей) из Ставропольского и Краснодарского краёв, а в начале 1950-х годов последовала вторая волна переселенцев из различных областей Украины. Указом Президиума Верховного Совета РСФСР от 21 августа 1945 года Куру-Узень был переименован в Солнечногорское и Куру-Узеньский сельсовет — в Солнечногорский. С 25 июня 1946 года Солнечногорское в составе Крымской области РСФСР. В 1950 году местный колхоз объединён с колхозом им. Ленина соседнего Малоречья (вероятно, тогда же был упразднён сельсовет). 26 апреля 1954 года Крымская область была передана из состава РСФСР в состав УССР. Время упразднения сельсовета пока не установлено: на 15 июня 1960 года село уже в составе Малореченского. 1 января 1965 года указом Президиума ВС УССР «О внесении изменений в административное районирование УССР — по Крымской области», Алуштинский район был преобразован в Алуштинский горсовет и село Солнечногорское включили в его состав. По данным переписи 1989 года в селе проживало 944 человека. С 12 февраля 1991 года село в восстановленной Крымской АССР, 26 февраля 1992 года переименованной в Автономную Республику Крым. С 21 марта 2014 года в составе Крыма аннексировано Россией, с 5 июня 2014 года — в Городском округе Алушта.

## Религия
Церковь Георгия Победоносца. Устроена в 2005 году в приспособленном жилом доме.